# 碧鸡漫志
《碧鸡漫志》，南宋王灼著。写于成都碧鸡坊妙胜院，成书于南宋绍兴年间（王灼在序言裡署己巳年三月，即1149年。），是作者与友人交游唱和、论乐赏词而“漫志”的作品。《碧鸡漫志》内容驳杂，不过主要是一部词论著作，如清人吴衡照说:“诗馀名义缘起，始见王灼《碧鸡漫志》；至明杨慎《丹铅录》、都穆《南濠诗话》、毛先舒《填词名解》，因而附益之。”分一卷本、五卷本两种。一卷本是明初陶宗仪所编的删节本，曾收入《四库全书》。五卷本是作者亲自厘定的版本，今存明天一阁抄本、钱曾校明本、祝允明抄本等。鲍氏《知不足斋丛书》中收录的版本源自钱校本，现在的通行本皆由其所出。

## 内容
《碧鸡漫志》第一卷论述音乐的起源和先秦、汉、魏、晋、隋、唐的歌曲演变。一方面，他指出“盖隋以来，今之所谓曲子者渐兴”，另一方面不认为唐代歌曲是词的根本源头，而是认为“天地始分，而人生焉，人莫不有心，此歌曲所以起也。”“故有心则有诗，有诗则有歌，有歌则有声律，有声律则有乐，至唐稍盛。”既认为“心”是诗词的源头。
第二卷讲晚唐五代至南宋初期的词人及词作。该卷详述北宋词的风格流派，着重探讨词的文学性。他对宋时的词人发表了自己的看法，比如称晏殊、欧阳修“风流蕴藉”，晏几道“如金陵王谢子弟，秀气胜韵，得之天然”，秦观“屡困京洛，故疏荡之气不除”，将钟嵘《诗品》知人论世的方法引入词论。同时也看重语言的结构和修辞，反对当时单调纤弱的词风，比如评论“贺、周语意精新 ，用心甚苦”，说苏轼语言“新天下耳目，弄笔者始知自振”。由于重视“气、骨、力”，看重政治教化功能，王灼对李清照、柳永有褒有贬，认为李易安“曲折尽人意，轻巧尖新，姿态百出，闾巷间荒淫之语，肆意落笔”，柳永“惟是浅近卑俗，不知书者尤好之。”
第三、四 、五卷，主要考证曲调。王灼考察了凉州、伊州等二十九个曲调，一一探索它们的起源和发展。这二十九个曲调的选择如《四库全书总目提要》卷一九九所说，是“就其传授分明，可以考见者，核其名义，正其宫调，以著倚声之所自始。其余晚出杂曲，则不暇一一详也。”这一部分论证唐宋乐曲的关系，显示了词体生成与发展中的复杂性。他主张以诗为词，认为“诗与乐府同出，岂当分异”。
王灼很重视词的音律节拍等要素的审美特性，推崇声音的“稽之度数”，合“自然之度数”，“六律能正五音”，认为“诸谱以律通不过者，率皆淫哇之声”。他把“中正”作为衡量词的音乐性的绝对标准，认为“凡阴阳之气，有中有正，故音乐有正声，有中声。二十四气，岁一周天，而统以十二律”，得正气用正律，得中气用中律，更据此得出苏轼“未知正声”的结论。